# Fujiyoshida
Fujiyoshida (japanisch 富士吉田市, -shi) ist eine Stadt in der Präfektur Yamanashi in Japan.

## Geographie
Fujiyoshida liegt am nordöstlichen Fuß des Fuji.

## Geschichte
Fujiyoshida wurde am 20. März 1951 gegründet.

## Städtepartnerschaften
- Colorado Springs, seit 1962
- Chamonix, seit 1978

## Verkehr

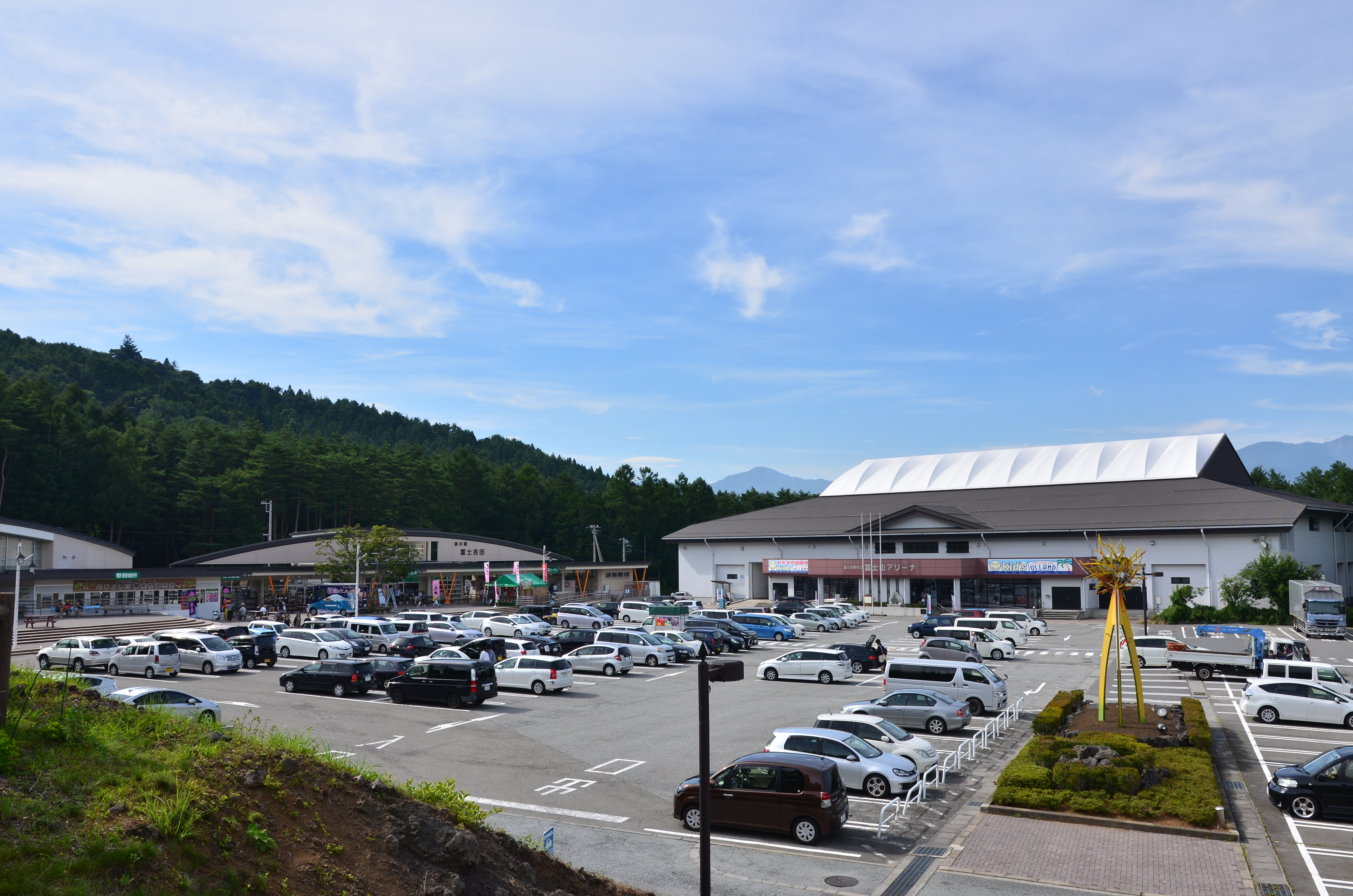
Straßenstation Fujiyoshida

Fujiyoshida ist über die Nationalstraßen 137 nach Fuefuki, 138 nach Odawara und 138 nach Fuji oder Okutama erreichbar. Die Stadt liegt zudem an der Fujikyūkō-Linie mit dem Bahnhof Fujisan.

## Söhne und Töchter der Stadt
- Keiji Mutō (* 1962), Wrestler, Wrestling-Promoter und Vorsitzender des Wrestlingverbandes All Japan Pro Wrestling
- Haruka Funakubo (* 1998), Judoka
- Keita Irumagawa (* 1999), Fußballspieler

## Angrenzende Gemeinden
- Präfektur Yamanashi
  - Nishikatsura im Norden
  - Tsuru im Nordosten
  - Oshino im Osten
  - Yamanakako im Südosten
  - Fujikawaguchiko im Nordwesten
  - Narusawa im Südwesten
- Präfektur Shizuoka

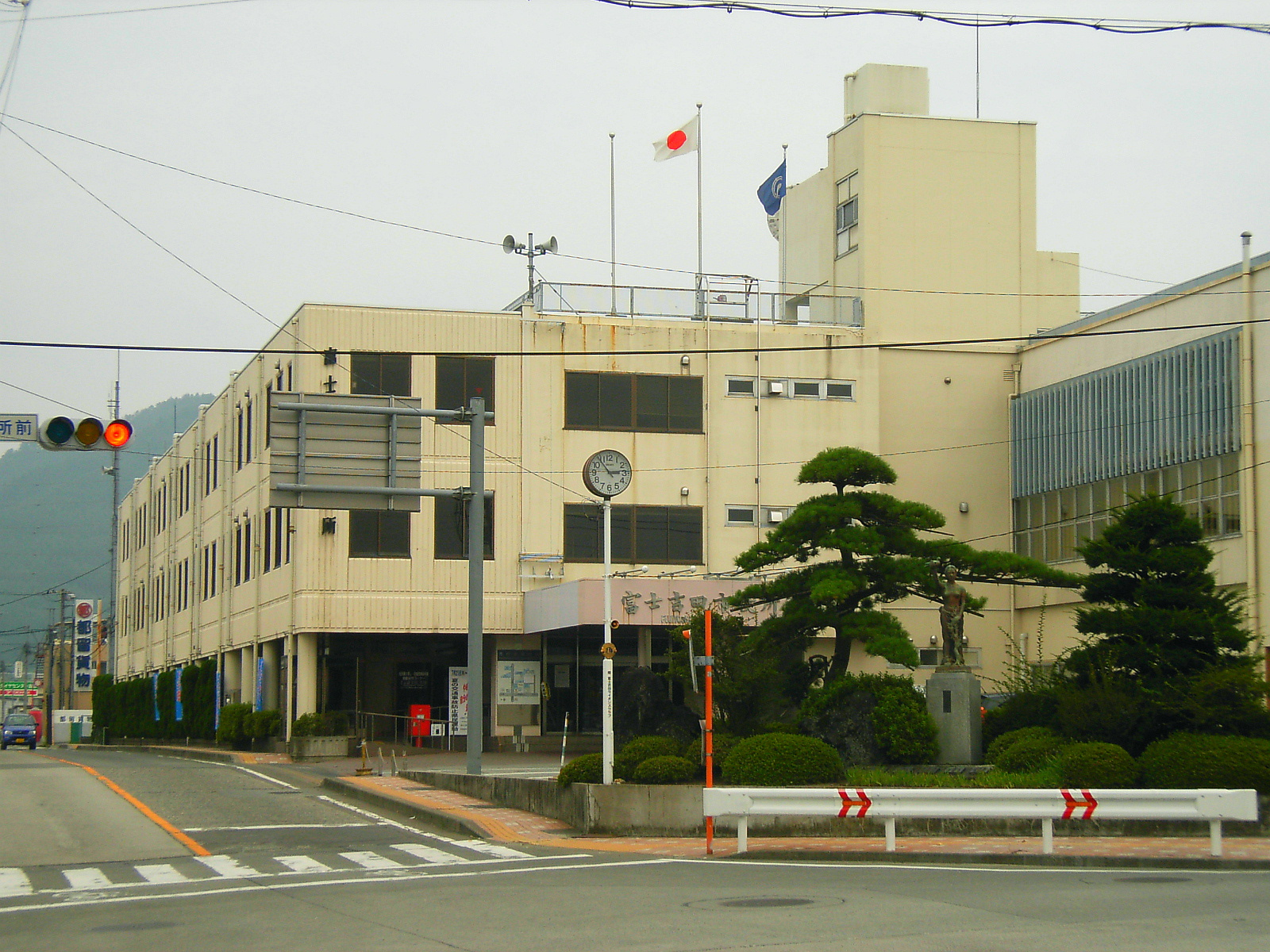
Rathaus

  - Fujinomiya auf dem Gipfel des Fuji
  - Oyama im Süden